# Musculus tensor fascia latae

Musculus tensor fascia latae och kringliggande muskler.

Musculus tensor fascia latae är en muskel i låret. Tillsammans med musculus gluteus maximus verkar den på iliobitalbandet som har sitt ursprung vid höftbenskammen (crista iliaca) och fäster vid skenbenet (tibia). Muskeln hjälper till med att hålla bäckenet balanserat när en människa står, går eller springer.

## Löparknä
Musculus tensor fascia latae är den skelettmuskel som svarar för löparknä, som även är känt som iliotibialbandsyndrom (ITBS).  Detta är en knäsmärta som orsakas av att det uppstår friktion mellan det iliotibialbandet och den laterala epikondylen på lårbenet. Iliotibialbandet "skaver" då mot utsidan av knäleden. 

## Ursprung och fäste
Ursprung: höftbenskammen, spina iliaca anterior superior.

Fäste: iliotibialbandet, som fäster på skenbenets laterala kondyl, condylus lateralis tibiae.

## Funktion
Abduktion, flexion, samt inåtrotation av höftleden, art coxae.